# Circonscription autonomique de Cáceres
Ne doit pas être confondu avec Circonscription électorale de Cáceres.
La circonscription électorale de Cáceres est l'une des deux circonscriptions électorales d'Estrémadure pour les élections à l'Assemblée d'Estrémadure.
Elle correspond géographiquement à la province de Cáceres.

## Synthèse
| AP & alliés |       | 9  | 8  |    |    |    |    |    |    |    |    |    |  |  |
| IU - PCE    |       | 1  |    | 1  | 2  | 1  | 1  |    | 1  |    |    |    |  |  |
| PSOE        |       | 15 | 15 | 18 | 14 | 15 | 16 | 17 | 13 | 12 | 14 | 12 |  |  |
| EU          |       | 5  | 4  |    |    |    |    |    |    |    |    |    |  |  |
| CDS         |       |    | 3  | 1  |    |    |    |    |    |    |    |    |  |  |
| CEx         |       |    |    |    | 1  |    |    |    |    |    |    |    |  |  |
| PP          |       |    |    | 10 | 13 | 13 | 13 | 13 | 15 | 13 | 10 | 13 |  |  |
| Podemos     |       |    |    |    |    |    |    |    |    | 3  |    |    |  |  |
| UP          |       |    |    |    |    |    |    |    |    |    | 2  | 2  |  |  |
| Ciudadanos  |       |    |    |    |    |    |    |    |    | 1  | 3  |    |  |  |
| Vox         |       |    |    |    |    |    |    |    |    |    |    | 2  |  |  |
|             |       |    |    |    |    |    |    |    |    |    |    |    |  |  |
| Total       | Total | 30 | 30 | 30 | 30 | 29 | 30 | 30 | 29 | 29 | 29 | 29 |  |  |

## Résultats détaillés

### 1983
| Parti     | Parti | Députés élus |
| --------- | ----- | --- |
| PSOE-Ex   |       | Antonio Vázquez López, José Luis Torres Márquez, César Martín Clemente, Francisco Javier Hernández de Cáceres, Juan Miguel Asperilla Sánchez, Juan Ángel Sayáns Gómez, Federico Suárez Hurtado, María Jesús López Herrero, Feliciano Morcuende Timón, Casimiro Trancón Martín, Ricardo Pérez Gil, Antonio Bermejo Redondo, Ramón Suárez Hurtado, Jesús Tirado Monforte, María del Pilar Barrantes Molano |
| AP-PDP-UL |       | José Manuel Mariño Gallego, Juan Francisco Serrano Pino, Javier Sánchez-Lázaro Carrasco, José Raimundo García Arroyo, Felipe Camisón Asensio, Antonio Vega del Barco, Fernando Hernández-Gil Mancha, José María Doncel López, Andrés Sánchez-Ocaña Sánchez-Ocaña |
| EU        |       | Pedro Cañada Castillo, Marcelina Elviro Amado, Julio Antonio Sánchez Buenadicha, José María Rodríguez Santa, Juan Manuel Acevedo Sánchez |
| PCE       |       | José Javier Agorreta Blázquez |

- Felipe Camisón (AP) est remplacé en juillet 1986 par Fernando Nebreda Bausa.
- Javier Sánchez-Lázaro (AP) est remplacé en février 1987 par Mariano Mariño Fernández.

### 1987
| Parti   | Parti | Députés élus |
| ------- | ----- | --- |
| PSOE-Ex |       | Antonio Vázquez López, Federico Suárez Hurtado, Jesús Medina Ocaña, Antonio Bermejo Redondo, María Ángeles Bujanda Alegría, José Luis Torres Márquez, César Martín Clemente, Desiderio Guerra Corrales, Ramón Suárez Hurtado, María Jesús López Herrero, Juan Ángel Sayáns Gómez, Juan Gómez Cortés, Juan Miguel Asperilla Sánchez, Francisco Ángel Castañares Morales, Tomás Pavón Gutiérrez |
| AP      |       | Agustín Pájaro Merino, José Manuel Mariño Gallego, Gabino Casares Sánchez, Rafael Mateos Yuste, Rodolfo Orantos Martín, José González Serna, Antonio González de Bulnes Pablos, José Joaquín Muñoz Carballo |
| EU      |       | Pedro Cañada Castillo, Félix Rincón González, José María Rodríguez Santa, Victoriano Durán Moreno |
| CDS     |       | José Luis Fernández Cordero, Macario Herrera Muñoz, Juan Rosco Vázquez |

- Ramón Suárez (PSOE) est remplacé en novembre 1987 par Félix Dillana Izquierdo.
- Ángeles Bujanda (PSOE) est remplacée en février 1988 par Arsenio Amor González.

### 1991
| Parti   | Parti | Députés élus |
| ------- | ----- | --- |
| PSOE-Ex |       | Federico Suárez Hurtado, Antonio Vázquez López, María Jesús López Herrero, Jaime Naranjo Gonzalo, Jesús Medina Ocaña, Emilia María Manzano Pereira, Desiderio Guerra Corrales, Félix Dillana Izquierdo, Antonio Bermejo Redondo, César Martín Clemente, Francisco Ángel Castañares Morales, Anastasia María Inmaculada Fernández Ramiro, Juan Gómez Cortés, Juan Luis Torres Márquez, María Salud Recio Romero, Antonio Fernando Fernández Preciado, Arsenio Amor González, Francisco Torres Gil |
| PP      |       | Francisco del Pino Álvarez, Eugenio Hornero Álvarez, Bibiano Jarones Ventura, Rodolfo Orantos Martín, María del Carmen de la Montaña Franco, Agustín Pájaro Merino, Agustín Gilete Tapia, Daniel Guisado González, Antonio González de Bulnes Pablos, Laureano León Rodríguez |
| IU      |       | Martín Alfonso Polo |
| CDS     |       | Macario Herrera Muñoz |

- Anastasia Fernández (PSOE) est remplacée en mai 1992 par Antonio Caperote Mayoral.
- Carmen Montaña (PP) est remplacée en septembre 1992 par Carlos Lejárraga Cano.
- Martín Alfonso (IU) est remplacé en novembre 1992 par Inés María Rodríguez Díaz.
- Jaime Naranjo (PSOE) est remplacé en juin 1993 par Ángel Cepeda Hernández.
- Antonio Fernández Preciado (PSOE) est remplacé en avril 1994 par Teófilo Moreno Calle.

### 1995
| Parti   | Parti | Députés élus |
| ------- | ----- | --- |
| PSOE-Ex |       | Federico Suárez Hurtado, Carlos Sánchez Polo, Alejo Salas Alonso, Manuel Veiga López, Manuela Holgado Flores, Félix Dillana Izquierdo, Francisco Ángel Castañares Morales, María Salud Recio Romero, Antonio Bermejo Redondo, Antonio Olivenza Pozas, Desiderio Guerra Corrales, Francisco Torres Gil, Elia María Blanco Barbero, Juan Manuel Hernández Sánchez                   |
| PP      |       | Francisco del Pino Álvarez, Gabino Casares Sánchez, Carlos Floriano, Eugenio Hornero Álvarez, María José González del Valle García de la Peña, Germán Ernesto García-Tomé Roig, Juan del Pozo Caballero, Laureano León Rodríguez, Rodolfo Orantos Martín, Dionisia del Carmen Campo Donaire, Francisco Hernández Berrocoso, Francisco Javier Sánchez García, Agustín Gilete Tapia |
| IU-CE   |       | Juan Luis Aparicio Pérez, José Antonio González Frutos |
| CEx     |       | Pedro Cañada Castillo |

- Elia Blanco (PSOE) est remplacée en mars 1996 par Ángel Cepeda Rodríguez.
  - Ángel Cepeda (PSOE) est remplacé en février 1997 par María Dolores Pallero Espadero.

### 1999
| Parti     | Parti | Députés élus |
| --------- | ----- | --- |
| PSOE-Ex-p |       | Federico Suárez Hurtado, Rosa Elena Muñoz Blanco, Manuel Veiga López, Inés María Rodríguez Díaz, Miguel Madera Donoso, María Fernanda Sánchez Franco, Alejo Salas Alonso, María Dolores Pallero Espadero, Félix Dillana Izquierdo, María Salud Recio Romero, Juan Manuel Hernández Sánchez, Francisco Torres Gil, Antonio Olivenza Pozas, Eva María Pérez López, Juan Ramón Ferreira Díaz |
| PP        |       | Carlos Floriano, Cristina Elena Teniente Sánchez, María José González del Valle García de la Peña, Manuel Rodríguez Cancho, Laureano León Rodríguez, Javier Casado Izquierdo, Diego Sánchez Duque, Rodolfo Orantos Martín, José Antonio Echávarri Lomo, Daniel Guisado González, Andrés Sánchez-Ocaña Sánchez-Ocaña, Dionisia del Carmen Campo Donaire, José Luis Bravo Matías            |
| IU-CE     |       | Agustín Real Rodríguez |

- Inés Rodríguez (PSOE) est remplacée en mars 2000 par Gervasio Martín Gómez.
- María José González del Valle (PP) est remplacée en mars 2000 par Agustín Gilete Tapia.
- Miguel Madera (PSOE) est remplacé en septembre 2002 par Marcial Cortijo Parralejo.
- Rosa Muñoz est remplacée en février 2003 par Emilio Cañadas Cañadas.

### 2003
| Parti        | Parti | Députés élus |
| ------------ | ----- | --- |
| PSOE-Ex-Reg. |       | Federico Suárez Hurtado, María Antonia Trujillo, Juan Ramón Ferreira Díaz, María Dolores Pallero Espadero, Carlos Sánchez Polo, Leonor Flores Rabazo, Alejo Salas Alonso, María Salud Recio Romero, Félix Dillana Izquierdo, Eva María Pérez López, José María Rodríguez Santa, Antonio Olivenza Pozas, Gloria Ojalvo Quevedo, Juan Manuel Hernández Sánchez, Francisco Torres Gil, Blanca Martín Delgado |
| PP-EU        |       | Carlos Floriano, Laureano León Rodríguez, Cristina Elena Teniente Sánchez, Javier Casado Izquierdo, Rosario Hontoria Barbero, Alberto Casero Ávila, Diego Sánchez Duque, José Antonio Echávarri Lomo, Teresa Bravo Durán, José Luis Bravo Matías, Anselmo Díaz Cabello, Manuel Barroso Cerro, Daniel Guisado González                                                                                     |
| IU-SIEX      |       | María Teresa Rejas Rodríguez |

- María Antonia Trujillo (PSOE) est remplacée en avril 2004 par Emilio Cañadas Cañadas.
- Antonio Olivenza (PSOE) est remplacé en février 2006 par César Joaquín Ramos Esteban.

### 2007
| Parti        | Parti | Députés élus |
| ------------ | ----- | --- |
| PSOE-Ex-Reg. |       | María Dolores Pallero Espadero, Juan Ramón Ferreira Díaz, Leonor Flores Rabazo, Juan Manuel Hernández Sánchez, Félix Dillana Izquierdo, Ana María Soguer Gómez, Francisco Torres Gil, Emilia Guijarro Gonzalo, Estanislao Martín Martín (CEx), Rosa María Delgado Carpintero, Alfredo Escribano Sánchez, Eva María Pérez López, Alejo Salas Alonso, César Joaquín Ramos Esteban, María Isabel Moreno Duque, Jorge Amado Borrella, Victoriano Durán Moreno |
| PP-EU        |       | Carlos Floriano, Laureano León Rodríguez, Cristina Elena Teniente Sánchez, Diego Sánchez Duque, Teresa Bravo Durán, Manuel Barroso Cerro, Juan Pedro Domínguez Sánchez (EU), Alberto Casero Ávila, María de los Milagros Rodicio Goyanes, María Felisa Cepeda Bravo, Anselmo Díaz Cabello, Víctor Gerardo del Moral Agúndez, Carmen María Reyes Seda |

- Carlos Floriano (PP) est remplacé en avril 2008 par José Luis Díaz Sánchez.

### 2011
| Parti     | Parti | Députés élus |
| --------- | ----- | --- |
| PP-EU     |       | Fernando Jesús Manzano Pedrera, Cristina Elena Teniente Sánchez, Laureano León Rodríguez, Virginia Alberdi Nieves, Diego Sánchez Duque, Saturnino López Marroyo, María Felisa Cepeda Bravo, José Antonio Echávarri Lomo, María Inés Rubio Díaz, Miguel Cantero Calvo, Juan Pedro Domínguez Sánchez (EU), Concepción González Gutiérrez, David Herrero Rubio, Manuel Barroso Cerro, Dolores Marcos |
| PSOE-Ex   |       | Juan Ramón Ferreira Díaz, Emilia Guijarro Gonzalo, Juan Manuel Hernández Sánchez, Inés Mirella Conejero Domínguez, Francisco Torres Gil, María Isabel Moreno Duque, Alfredo Escribano Sánchez, Ana María Soguer Gómez, Francisco Antonio Martín Simón, Damián Ramón Beneyto Pita, César Joaquín Ramos Esteban, Alejo Salas Alonso, Jorge Amado Borrella                                           |
| IU-V-SIEX |       | Víctor Manuel Casco Ruiz |

- Saturnino López (PP) est remplacé en juillet 2011 par José Ángel Sánchez Juliá.
- Laureano León (PP) est remplacé en juillet 2011 par Antonio Galán Berrocal.
  - Antonio Galán (PP) est remplacé en octobre 2013 par María del Pilar Martín Bohoyo.
- Manuel Barroso (PP) est remplacé en avril 2012 par Francisco José Ramírez González.
- Concha González (PP) est remplacé en avril 2012 par María Paloma López González.

### 2015
| Parti      | Parti | Députés élus |
| ---------- | ----- | --- |
| PP         |       | Fernando Jesús Manzano Pedrera, Cristina Elena Teniente Sánchez, Diego Sánchez Duque, María Felisa Cepeda Bravo, Miguel Cantero Calvo, José María Saponi Cortés, María del Pilar Pérez García, José Antonio Echávarri Lomo, Virginia Alberdi Nieves, Víctor Gerardo del Moral Agúndez, Saturnino López Marroyo, María Inés Rubio Díaz, José Ángel Sánchez Juliá |
| PSOE       |       | Miguel Ángel Morales Sánchez, Lara Garlito Batalla, Santos Jorna Escobero, Blanca Martín Delgado, Eduardo Béjar Martín, María Isabel Moreno Duque, Carlos Javier Labrador Pulido, Eva María Pérez López, Jorge Amado Borrella, María Esther Gutiérrez Morán, José Andrés Mendo Vidal, Rosa Ana Chamorro Serrano                                                 |
| Podemos    |       | Álvaro Jaén, Irene de Miguel Pérez, Obed Arnaldo Santos Pascua |
| Ciudadanos |       | María Victoria Domínguez Paredes |

- Santos Jorna (PSOE) est remplacé en juillet 2015 par Fernando Ayala Vicente.
- Esther Gutiérrez (PSOE) est remplacée en juillet 2015 par María Isabel Barquero Mariscal.
- Isabel Moreno (PSOE) est remplacée en juillet 2015 par Francisco Manuel García Blázquez.
- Diego Sánchez (PP) est remplacé en juillet 2015 par Dolores Marcos.
  - Dolores Marcos (PP) est remplacée en janvier 2016 par Francisco José Ramírez González.

### 2019
| Parti | Parti | Députés élus |
| ----- | ----- | --- |
| PSOE  |       | Miguel Ángel Morales Sánchez, Blanca Martín Delgado, Vicente Valle Barbero, Lara Garlito Batalla, Eduardo Béjar Martín, Begoña García Bernal, Jorge Amado Borrella, María Esther Gutiérrez Morán Carlos Javier Labrador Pulido, Teresa Nuria García Ramos, Juan Ramón Ferreira Alonso, Rosa Ana Chamorro Serrano, Fernando Ayala Vicente, María Isabel Barquero Mariscal |
| PP    |       | Fernando Jesús Manzano Pedrera, Cristina Elena Teniente Sánchez, Laureano León Rodríguez, María Mercedes Morán Álvarez, Diego Sánchez Duque, María Elena Nevado del Campo, José Luis Rodríguez Campos, María del Pilar Pérez García, Saturnino López Marroyo, Víctor Gerardo del Moral Agúndez                                                                           |
| Cs    |       | Cayetano Polo Naharro, José María Casares Sánchez, María Encarnación Martín Andrada |
| UP    |       | Álvaro Jaén, Lorena Rodríguez Lucero |

- Cayetano Polo (Cs) est remplacé en octobre 2020 par Fernando Rodríguez Enrique.
  - Fernando Rodríguez (Cs) est remplacé en mars 2023 par María Soledad García Blasco.

### 2023
| Parti         | Parti | Députés élus |
| ------------- | ----- | --- |
| PP            |       | María Guardiola Martín, María Mercedes Morán Álvarez, María Elena Manzano Silva, José Luis Rodríguez Campos, José Manuel García Ballestero, Laureano León Rodríguez, María Elena Nevado del Campo, Cristina Elena Teniente Sánchez, José Ángel Sánchez Juliá, Luis Miguel Pérez Escanilla, Sandra Victoria Valencia Ramos, Isabel Sánchez Torremocha, Susana Rodríguez Sánchez |
| PSOE          |       | Miguel Ángel Morales Sánchez, Blanca Martín Delgado, José Ramón Bello Rodrigo, Lara Garlito Batalla, Eduardo Béjar Martín, Begoña García Bernal, Alfonso Beltrán Muñoz, María Esther Gutiérrez Morán, Juan Ramón Ferreira Alonso, Teresa Nuria García Ramos, Jorge Amado Borrella, Nayara María Basilio Gómez                                                                  |
| Vox           |       | Óscar Arturo Fernández Calle, Álvaro Luis Sánchez-Ocaña Vara |
| Podemos-IU-AV |       | José Antonio González Frutos, Nerea Fernández Cordero |

- Miguel Ángel Morales (PSOE) est remplacé le 13 juillet 2023 par Fernando Rodríguez Enrique.
- Esther Gutiérrez (PSOE) est remplacée le 13 juillet 2023 par Rosa Ana Chamorro Serrano.
- Begoña García (PSOE) est remplacée le 27 juillet 2023 par Álvaro Sánchez Cotrina.
- Cristina Teniente (PP) est remplacée le 27 juillet 2023 par Gonzalo Blanco Gallego.
- Elena Manzano (PP) est remplacée le 14 septembre 2023 par José María Saponi Cortés.
- Mercedes Morán (PP) est remplacée le 14 septembre 2023 par Hans Heinrich Hannemann Schroeder.